# Gopo 2009
A III-a ediție a Premiilor Gopo a avut loc luni, 2 martie 2009. Juriul de selecție a fost alcătuit din: actrița Maria Popistașu, criticii de film Magda Mihăilescu și Laurențiu Bratan, regizorul Laurențiu Damian și directorul de imagine Florin Mihăilescu. Gazda spectacolului a fost actrița Maria Dinulescu.

## Nominalizări
Filmele nominalizate au fost anunțate pe 2 februarie 2009. Câștigătorii apar cu litere îngroșate.

### Cel mai bun film
- Restul e tăcere
  - Boogie
  - Cocoșul decapitat

### Cel mai bun regizor
- Radu Muntean – Boogie
  - Nae Caranfil – Restul e tăcere
  - Radu Gabrea, Marijan Vaijda – Cocoșul decapitat

### Cel mai bun scenariu
- Nae Caranfil – Restul e tăcere
  - Alexandru Baciu, Radu Muntean, Răzvan Rădulescu – Boogie
  - Adrian Lustig, Horațiu Mălăele – Nuntă mută
  - Tudor Voican – Schimb valutar

### Cel mai bun actor
- Dragoș Bucur – Bogdan Ciocăzanu în Boogie
  - Alexandru Potocean – Iancu în Nuntă mută
  - Cosmin Seleși – Emil în Schimb valutar
  - Marius Florea Vizante – Grig în Restul e tăcere

### Cea mai bună actriță
- Anamaria Marinca – Smaranda Ciocăzanu în Boogie
  - Ioana Iacob – Alfa Sigrid Bider în Cocoșul decapitat
  - Meda Victor – Mara în Nuntă mută

### Ccel mai bun actor în rol secundar
- Mimi Brănescu – Sorin Penescu în Boogie
  - Silviu Biriș – Raoul în Cocoșul decapitat
  - Adrian Vancica – Vali Iordache în Boogie
  - Vlad Zamfirescu – Nuțu Ferfide în Restul e tăcere

### Cea mai bună actriță în rol secundar
- Ioana Bulcă – Aristizza în Restul e tăcere
  - Victoria Cociaș – Mutter Goldschmidt în Cocoșul decapitat
  - Aliona Munteanu – Lili în Schimb valutar
  - Mirela Zeța - Emilia în Restul e tăcere

### Cea mai bună imagine
- Marius Panduri – Restul e tăcere
  - Tudor Lucaciu – Boogie
  - Vivi Drăgan Vasile – Nuntă mută

### Cel mai bun montaj
- Dan Nanoveanu – Restul e tăcere
  - Nita Chivuescu – Supraviețuitorul
  - Cristian Nicolescu, Cristina Ionescu – Nuntă mută

### Cel mai bun sunet
- Florin Tăbăcaru, Ștefan Crișan – Restul e tăcere
  - Constantin Fleancu – Cocoșul decapitat
  - Dragoș Stanomir – Boogie

### Cea mai bună muzică originală
- Laurent Couson – Restul e tăcere
  - Petru Mărgineanu – Schimb valutar
  - Thomas Osterhoff – Cocoșul decapitat

### Gopo pentru cea mai bună scenografie
- Călin Papura, Ruxandra Ionică – Restul e tăcere
  - Sorin Dima – Boogie
  - Florin Gabrea – Cocoșul decapitat
  - Mihnea Mihăilescu – Nuntă mută

### Cele mai bune costume
- Doina Levința –  Restul e tăcere
  - Georgiana Bostan – Boogie
  - Svetlana Mihăilescu – Cocoșul decapitat
  - Oana Păunescu – Nuntă mută

### Cel mai bun film documentar
- Podul de flori – regie Thomas Ciulei
  - Constantin și Elena – regie Andrei Dăscălescu
  - Nunți, muzici și casete video – regie Tudor Giurgiu
  - Testimonial – regie Razvan Georgescu

### Cel mai bun film de scurt metraj
- Alexandra – regie Radu Jude
  - Cucul – regie Cecília Felméri
  - O zi bună de plajă – regie Bogdan Mustață
  - Palmele – regie George Chiper

### Gopo pentru debut
- George Dorobanțu – Elevator
  - Anamaria Chioveanu – Lungul drum spre casă
  - Cătălin Mușat – Ciobanul zburător
  - George Chiper – Palmele

### Gopo pentru întreaga operă
- actorul Marin Moraru

### Cel mai bun film european
- Obsluhoval jsem anglického krále (În slujba regelui Angliei) – regia Jiri Menzel, Cehia, Slovacia, 2006
  - Auf der anderen Seite (De partea cealaltă) – regia Fatih Akin, Germania, Turcia, Italia, 2007
  - Entre les murs (În clasă) – regia Laurent Cantet, Franța, 2008
  - Persepolis – Franța 2007

### Premiul publicului
- Supraviețuitorul – 25.706 spectatori

## Premii speciale

### Premiul special pentru întreaga activitate
- regizoarea Elisabeta Bostan

### Premiul special pentru sprijinirea cinematografiei române
- Cinema City

### Premiul special Romanian Society of Cinematographers
- Vivi Drăgan Vasile - "Nunta mută"

### Premiu special
- inginerul de sunet Andrei Pap

### Premiul special acordat de ziarul Cotidianul
- regizorul Radu Gabrea

## Filme cu multiple nominalizări
| 13 nominalizări - Restul e tăcere 11 nominalizări - Boogie 9 nominalizări - Cocoșul decapitat | 7 nominalizări - Nuntă mută 4 nominalizări - Schimb valutar |